# Esfer
Esfer, en llatí Sphaerus, en grec antic Σφαῖρος, anomenat, segurament pel país on va néixer, Βοσποριανός per Diògenes Laerci, o Βορυσθενιτης per Plutarc, fou un filòsof estoic. Va estudiar primer amb Zenó de Citium i més tard amb Cleantes. Va viure a Alexandria en el regnat dels dos primers Ptolemeus. També va ensenyar a Esparta. Va gaudir de gran reputació entre els estoics per l'exactitud de les seves definicions. Crisip va escriure una obra contra algunes de les opinions d'Esfer.
Diògenes Laerci fa un llistat dels tractats que va escriure:
- 1.  Περὶ κόσμου, Sobre l'univers.
- 2. Περὶ στοιχείων σπέρματος, Sobre les rengleres de llavors.
- 3. Περὶ τὺχης, Sobre l'atzar.
- 4. Περὶ ἐλαχίστων, Sobre les coses petites.
- 5. Πρὸς τὰς ἀτόμους καὶ τὰ ἔδωλα, Contra els àtoms i les imatges.
- 6. Περὶ αἰσθητηρίων, Sobre la intel·ligència.
- 7. Περὶ Ἡρακλειτου έ δίατρίβῶν, Sobre Heràclit, cinc converses.
- 8. Περὶ τῆς ἠθικῆς διατάξεως, Sobre la disposició ètica.
- 9. Περὶ καθήκοντος, Sobre el deure.
- 10. Περὶ ὁρμῆς, Sobre els impulsos.
- 11. Περὶ παθῶν, Sobre les passions.
- 12. Διατριβαί, Discursos.
- 13. Περὶ βασιλείας, Sobre la monarquia.
- 14. Περὶ Λακωνικῆς πολιτείας, Sobre el règim lacedemoni.
- 15. Περὶ Λυκούργου καὶ Σωκράτους, Sobre Licurg i Sòcrates.
- 16. Περὶ νόμου, Sobre la llei.
- 17. Περὶ μαντικῆς, Sobre l'endevinació.
- 18. Διάλογοι ἐρωτίκοί, Diàlegs d'amor.
- 19. Περὶ τῶν Ἐρετριακῶν φιλοσόφων, Sobre els filòsofs d'Eretria.
- 20. Περὶ ὁμοίων, Sobre les semblances.
- 21. Περὶ ὅρων, Sobre les definicions.
- 22. Περὶ ἕξεως, Sobre els costums.
- 23. Περὶ τῶν ἀντιλεγομένων, Sobre les contradiccions.
- 24. Περὶ λόγου, Sobre la raó.
- 25. Περὶ πλούτου, Sobre la riquesa.
- 26. Περὶ δόξης, Sobre l'opinió.
- 27. Περὶ θανάτου, Sobre la mort.
- 28. Τέχνη διαλεκτική, L'art de la dialèctica.
- 29. Περὶ κατηγορημάτων, Sobre les categoritzacions.
- 30. Περὶ ἀμφιβολιῶν, Sobre les paraules ambigües.
- 31. Epístoles.

Actualment no existeix cap d'aquestes obres.